# Jacob Regnart
Jacob Regnart (* mezi 1540 až 1545 Douai – 16. října 1599 Praha) byl rakousko-český renesanční hudební skladatel francouzského původu.

## Život
Pocházel z rodiny hudebníků žijících na francouzsko-nizozemském pomezí. Do Prahy přišel za vlády Maxmiliána II. Habsburského. Je známo, že v roce 1564 byl tenoristou císařské kapely. Císař Rudolfa II. ho převzal do svých služeb a v roce 1570 se stal preceptorem vokalistů (představeným chrámových zpěváčků) a v roce 1576 zástupcem kapelníka císařské kapely.
V roce 1582 odešel na čas do Innsbrucku, kde působil jako zástupce kapelníka u arcivévodského dvora. V roce 1598 se vrátil do Prahy. Získal zpět postavení zástupce kapelníka císařské kapely a v Praze také 16. října 1599 zemřel.

## Dílo
Komponoval nejen tehdy obvyklé chrámové skladby (publikoval 37 mší, pašije a 197 motet), ale i tříhlasé vilanelly – světské písně. Dochovaly se i jejich úpravy pro loutnu s českými texty:
- Panno, vrtkavost tvá
- Chce se mi vdáti
- Bez tebe bývám vší radosti zbaven